# بورفلشیرنا
بورفلشیرنا (به لاتین: Búrfellshyrna) یک کوه در ایسلند است. بورفلشیرنا ۱٬۰۹۱ متر بالاتر از سطح دریا واقع شده‌است.